# شهاب اعلاء (روستا)
شهاب اعلاء به عربی ( شهاب الأعلاء )، روستایی است در دهستان
```
بَنی مطر
 از توابع استان 
استان صَنعاء
 در کشور 
یمن
 در 
شبه جزیره عربستان
.
```

## جمعیت
جمعیت آن (۹۰) نفر (۷ خانوار) می‌باشد.